# Robert H. York

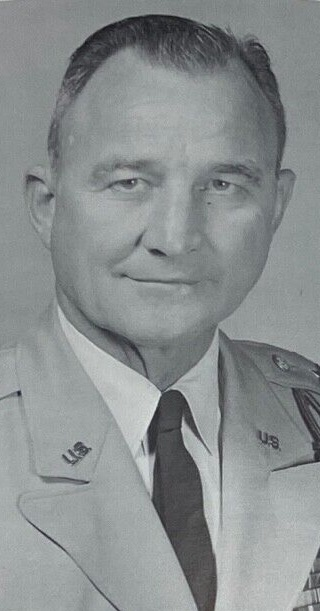
Robert H. York

Robert Howard York  (* 23. April 1913 in Birmingham, Jefferson County, Alabama; † 15. April 1988 in San Diego, San Diego County, Kalifornien) war ein Generalleutnant der United States Army. Er war unter anderem Kommandeur der 82. Luftlandedivision und des XVIII Luftlandekorps.
Robert York war ein Sohn von Arthur Leonidas York (1878–1938) und dessen Frau Carrie Lindy Cooper (1881–1919). Er besuchte die öffentlichen Schulen seiner Heimat und das Marion Military Institute in Marion in Alabama. In den Jahren 1934 bis 1938 durchlief er die United States Military Academy in West Point. Nach seiner Graduation wurde er als Leutnant in das Offizierskorps des Heeres aufgenommen. In der Armee durchlief er anschließend alle Offiziersränge vom Leutnant bis zum Drei-Sterne-General.
Im Lauf seiner militärischen Karriere absolvierte York unter anderem das United States Army War College und den Army Strategic Intelligence Course. In seinen jüngeren Jahren tat er den für Offiziere in den niederen Rangstufen üblichen Dienst in verschiedenen Einheiten und Standorten. Während des Zweiten Weltkriegs war er auf dem atlantischen Kriegsschauplatz eingesetzt. Er nahm als Offizier in einer Infanterieeinheit an der Landung der Alliierten in Nordafrika teil. Später war er auch an der Landung auf Sizilien und der Landung der Alliierten in der Normandie beteiligt. Er wurde Bataillonskommandeur und danach erhielt er das Kommando über ein Infanterieregiment, mit dem er über Frankreich, Luxemburg und Belgien bis nach Deutschland vordrang. Anschließend gehörte er bis 1946 zu den Besatzungstruppen in Deutschland.
Nach seiner Rückkehr in die Vereinigten Staaten war York für einige Jahre Dozent an der Militärakademie in West Point und Stabsoffizier in Washington, D.C. Von Anfang bis Mitte der 1950er Jahre war York Verbindungsoffizier zu den britischen Streitkräften im Fernen Osten. Dabei war er an der amerikanischen Unterstützung der Briten im Kampf gegen Aufstände in British Malaya beteiligt. Danach war er unter anderem Stabschef beim Infantry Center in Fort Benning dem heutigen Fort Moore. Im Jahr 1959 gehörte er dem Stab des United Nations Commands in Südkorea an.
Im Jahr 1961 erreichte Robert York mit seiner Beförderung zum Brigadegeneral die Generalsränge. 1962 wurde er im Vietnamkrieg eingesetzt, wo er eine dort tätige Unterabteilung der Defense Advanced Research Projects Agency leitete. Zwischen dem 24. Februar 1964 und dem 15. Juli 1965 hatte York, inzwischen als Generalmajor, den Oberbefehl über die 82. Luftlandedivision. In dieser Zeit war er mit seiner Division an der Operation Power Pack, einer amerikanischen Militärmission in der Dominikanischen Republik, beteiligt.
Nach seiner Zeit als Divisionskommandeur befehligte York bis 1967 die Infanty School. Im August 1967 wurde er zum Generalleutnant befördert und mit dem Oberbefehl über das XVIII. Luftlandekorps betraut. Dieses Kommando behielt er bis zu seiner Pensionierung im Sommer 1968.
Der mit Grace Buckland (1915–2000) verheiratete Offizier verbrachte seinen Lebensabend ab 1983 in San Diego, wo er am 15. April 1988 verstarb. Er wurde auf dem Friedhof der Militärakademie in West Point beigesetzt.

## Orden und Auszeichnungen
Robert York erhielt im Lauf seiner militärischen Laufbahn unter anderem folgende Auszeichnungen:
- Distinguished Service Cross
- Army Distinguished Service Medal
- Silver Star
- Legion of Merit
- Bronze Star Medal
- Air Medal
- Purple Heart